# Lindenholt
Lindenholt is een stadsdeel van Nijmegen, in de Nederlandse provincie Gelderland. Het stadsdeel ligt ten westen van het Maas-Waalkanaal en bestaat uit de wijken 't Acker, 't Broek, De Kamp, Kerkenbos (voorheen 't Bos), Neerbosch-West, Westkanaaldijk en Bijsterhuizen. De wijken 't Akker, De Kamp en 't Broek zijn onderverdeeld in 18 aparte buurten. Lindenholt heeft een oppervlakte van 8,26 km² en het aantal inwoners is 14.700 (peildatum 1 januari 2023).

## Geschiedenis

### Prehistorie
Op een akker bij het voormalige weeshuis Kinderdorp Neerbosch is een bronzen kokerbijl gevonden uit de late bronstijd (1100-800 v, Chr). Dit geeft aan dat hier toentertijd mensen moeten hebben gewoond of offers hebben gebracht. Op het terrein bij boerderij Bijsterhuizen is aardewerk gevonden dat dateert uit de vroege of midden-ijzertijd (vanaf circa 700 v. Chr).

### Oudheid
Aan het eind van de jaren 1940 is aan de Bijsterhuizensestraat een aantal scherven gevonden van potten en aardewerk. Deze natuurlijke verhoging in het landschap was in de Romeinse tijd bewoond. Op het terrein van het voormalig weeshuis Kinderdorp Neerbosch heeft een grafveld gelegen in de Romeinse tijd. Er is onder meer een 9 cm hoog bronzen beeldje van de god Mercurius gevonden dat blijk geeft van rijkdom en van romanisering van de doden in de 2de eeuw na Christus.

### Middeleeuwen
De naam Lindenholt komt als Lyndenholt al voor in de 13e eeuw. Het was toen een wild bebost gebied. In een brief uit november 1300 geeft de graaf van Gelre toestemming het gebied te ontginnen. In die brief is ook sprake van het gebied Honicholt. De huidige Lindenholtse wijken liggen bijna allemaal in het voormalige Honicholt, terwijl in het historische Lyndenholt landbouwgebied, de snelweg A73 en een afvalverwerking gelegen zijn.

### Moderne Tijd
In 1977 begint men met de bouw van het stadsdeel Lindenholt, met de wijk De Kamp. Een klein deel van de bebouwing, in de noordoosthoek aan de St. Agnetenweg en de Nieuwstadweg, bestaat uit een restant van het voormalige dorp Neerbosch, dat door de aanleg van het Maas-Waalkanaal in 1920 doormidden gesneden werd. Tussen 1980 en 1984 wordt 't Acker gerealiseerd. In 1983 wordt de bouw van 't Broek begonnen met de Hegdambroek en Wedesteinbroek, gevolgd door Leuvensbroek eind jaren '80. In de eerste helft van de jaren '90 vormt Holtgesbroek het sluitstuk.
De bebouwing bestaat uit laagbouw en uit enige midden- en hoogbouw. Het stadsdeel ligt in een poldergebied met veel oppervlaktewater. Het vele groen tussen de wijken in Lindenholt leidt tot een lagere woningdichtheid. Binnen het stadsdeel bevinden zich het bedrijvenpark Lindenholt en het industrieterrein Westkanaaldijk.

## Verenigingen
- Tafeltennisvereniging D.V.S. "Door Vriendschap Sterk" (opgericht op 1 september 1958)

In 1957 werd bij Philips Semiconductors Nijmegen, het huidige NXP Semiconductors, een omni-vereniging opgericht door kantinebaas Theo Leenders en fabrieksbaas Henk Schriever. De vereniging bestond uit een voetbal- en een tafeltennisafdeling PHTTV (PHilips TafelTennis Vereniging). Van oorsprong is het een vereniging van medewerkers of kinderen van medewerkers die bij Philips werkten. De wedstrijden en toernooien werden gespeeld op het bedrijfsterrein. De tafeltennissers van Philips speelden aanvankelijk in de NTTB (Nederlandse TafelTennis Bond) competitie. Het niveau waarop toen gespeeld werd was zeer redelijk, op het hoogtepunt speelde het eerste team landelijk in de tweede klasse. Rond 1965 maakte de vereniging een overstap naar de NBTF (Nijmeegse BedrijfsTafeltennis Federatie), een bedrijvencompetitie. Midden jaren zeventig beleefde de vereniging haar glorietijd. In die tijd was er een jeugdafdeling van 25 leden, iets wat voor een bedrijfssportvereniging vrij ongewoon was. Sinds 1985 is de zelfstandige vereniging verder gegaan onder de naam TTV D.V.S. (Door Vriendschap Sterk). Aanleiding was dat er door praktische problemen geen gebruik meer gemaakt kon worden van de kantine op het Philips-terrein. Sindsdien staat de club op eigen benen en worden de balletjes (na wat omzwervingen door Nijmegen) geslagen in sporthal de Gildekamp in het stadsdeel Lindenholt. TTV D.V.S. is anno 2023 met ongeveer 50 seniorleden de grootste vereniging binnen de NBTF.